# Alois Mackowitz
Alois Mackowitz, též Luis Mackowitz (16. října 1846 Bolzano – 9. února 1908 Bolzano), byl rakouský politik německé národnosti z Tyrolska (respektive z dnešního Jižního Tyrolska), v 2. polovině 19. století poslanec Říšské rady.

## Biografie
Patřil mezi významné obyvatele tyrolského Bolzana. Měl několik synů, kteří zastávali rovněž významné veřejné funkce.Jeho manželkou byla Maria Barbara Freifrau von Eyrl zu Waldgries. Celkem měli pět dětí, které představovaly šestou generaci této tradiční bolzanské šlechtické rodiny.
Působil jako poslanec Tyrolského zemského sněmu. Zvolen sem byl v doplňovacích volbách v prosinci 1891.
Byl i poslancem Říšské rady (celostátního parlamentu Předlitavska), kam nastoupil v doplňovacích volbách roku 1877 za kurii velkostatkářskou v Tyrolsku, 2. voličský sbor. Slib složil 23. dubna 1877. Mandát obhájil ve volbách roku 1879. V roce 1877 se uvádí jako Alois von Mackowitz, statkář, bytem Bolzano. V roce 1879 byl řazen mezi ústavověrné poslance. Na Říšské radě se v říjnu 1879 uvádí jako člen staroněmeckého Klubu liberálů (Club der Liberalen).
Zemřel náhle v únoru 1908 po záchvatu mrtvice.